# Большая Сумульта
Большая Сумульта (в верховье Кызылтобрак) — река в Онгудайском районе Республики Алтай России. Река отличается от других притоков Катуни чистой и прозрачной водой.

## Описание
Исток река берет на западном склоне Сумультинского хребта. Направление течения западное. Устье находится в 296 км по правому берегу реки Катунь. Длина реки — 76 км, площадь водосборного бассейна — 2300 км².
В нижнем течении реки свой микроклимат, как собственно и на территории, расположенной в центральной части Горного Алтая в долине Катуни (от Чуи до Чемала), где формируются «острова» тепла на фоне более низких температур окружающих районов. Этому способствуют ветры — фёны, дующие с гор в долины, в большей степени оказывающие влияние на температуру в зимнее время и переходные периоды (от осени к зиме и от зимы к весне). Осадки в основном выпадают летом, зимний период малоснежный.
Напротив устья реки, на левом берегу Катуни, находится «Алтайское подворье» — санаторно-курортный комплекс «Газпрома».

## Бассейн
- Арзум (пр)
- Бекестень (лв)
- Козлыоюк (лв)
- 16 км: Балтырган (лв)
  - Кызылоюк (лв)
  - Кольдеоюк (лв)
  - Мульдин (лв)
  - 9 км: Карасу (лв)
- Катышкан (лв)
- 22 км: Малая Сумульта (пр)
  - Балхашту (пр)
  - Малая Тугора (пр)
  - Чаптаяш (лв)
  - 13 км: Евелю (пр)
  - 15 км: Алес (пр)
    - Карагузень (лв)
    - Каянча (лв)
    - Малый Алес (лв)

  - Курдкуль (лв)
  - Бестиен (лв)
  - Каиндукуль (пр)
  - Нижний Куртучак (лв)
  - Нижний Как (пр)
  - Верхний Как (пр)
  - 26 км: Верхний Куртучак (лв)
  - Яман-Корумдой (пр)
  - Корумдой (пр)
  - Сергезю (лв)
  - 33 км: Тогускол (пр)
  - Кылканоюк (лв)
  - Тыттуоюк (лв)
  - Малый Байоюк (пр)
  - Байоюк (пр)
  - 46 км: Сайгонош (пр)
    - Карасу (лв)

  - Южеме (пр)
  - Бостал (пр)

- Джалмаю (лв)
- 31 км: Каянча (лв)
  - Нижний Траскыр (лв)
    - Средний Траскыр (пр)

  - Верхний Траскыр (пр)
- Елду (лв)
- Караерю (пр)
  - Акерю (пр)
- Бирюля (пр)
- 42 км: Камга (пр)
  - Янтукпу (пр)
  - Акем (лв)
  - Нижняя Янтыкпа (пр)
  - Верхняя Янтыкпа (пр)
  - Кольдюкарасу (пр)
  - 16 км: Карасу (лв)
    - Коной (пр)
- Илергут (лв)
- Нижний Карасу (пр)
- Кызылтал (лв)
- 50 км: Канай (лв)
  - 2-я Канайская (лв)
- Нижний Корзин (пр)
- 54 км: Чибит (лв)
- 57 км: Аксагызкан (пр)
  - 7 км: Карасазкан (лв)
    - Айрык (пр)
    - Конулуоюк (лв)
- 59 км: Куруткан (лв)

## Охранный статус
Большая Сумульта и вся прилегающая территория отнесена к территории Государственного природного биологического заказника регионального значения «Сумультинский». Природный биологический заказник «Сумультинский» был создан в 2002 году. Имеет категорию ООПТ согласно классификации Международного союза охраны природы - управляемый природный резерват (сохранение мест обитаний и видов через активное управление).

## Данные водного реестра
По данным государственного водного реестра России относится к Верхнеобскому бассейновому округу, водохозяйственный участок реки — Катунь, речной подбассейн реки — Бия и Катунь. Речной бассейн реки — (Верхняя) Обь до впадения Иртыша.

## Туризм
Маршрут Малая Сумульта — Большая Сумульта хорошо освоен туристами-водниками. Связка также популярна среди каякеров. Есть пороги 5 и 6 к.с..